# アリゲイニー郡 (ノースカロライナ州)
アリゲイニー郡（英: Alleghany County、 [ælɪˈɡeɪniː]）は、アメリカ合衆国ノースカロライナ州の西部に位置する郡である。2010年国勢調査での人口は11,155人であり、2000年の10,677人から4.5%増加した。郡庁所在地はスパータ町（人口1,770人）であり、同郡で人口最大かつ唯一の法人化町でもある。

## 歴史

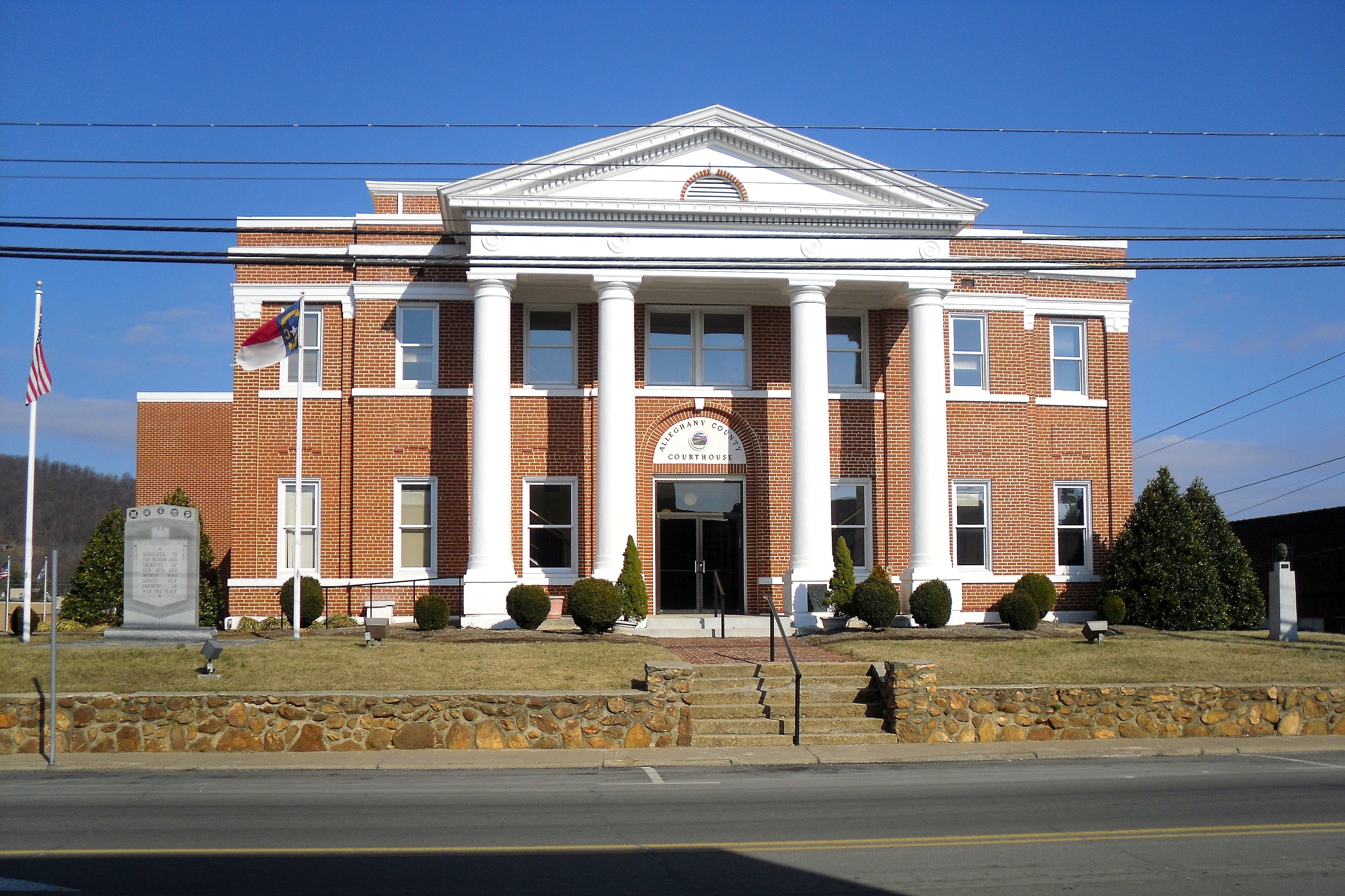
スパータ町にあるアリゲーニー郡庁舎

アリゲイニー郡は1859年にアッシュ郡の東部が分離して設立された。郡名はアリゲイニー山脈から採られた。その設立以降に何度も境界の変更が行われたが、新郡の設立のためではなかった。

## 郡政府
アリゲイニー郡は地域自治体の委員会であるハイカントリー自治体委員会のメンバーである。

## 地理と気候
アメリカ合衆国国勢調査局に拠れば、郡域全面積は236平方マイル (611 km2)であり、このうち陸地235平方マイル (609 km2)、水域は1平方マイル (2.6 km2)で水域率は0.37%である。アリゲイニー郡はノースカロライナ州の北西部にあり、北側境界はバージニア州に接している。その全体がアパラチア山脈の中にある。郡域の多くは標高2,500フィート (760 m) から3,000フィート (910 m) のうねりのある高原部の上にある。南部境界は急傾斜となって1,500フィート (460 m) 近く標高を落とし、フットヒルズ地域に繋がる。この高原を多くの丘陵や山脈が横切っている。郡内最高地点はピーチボトム山のキャサリンノブであり、標高は4,175フィート (1,273 m) である。主要河川はニュー川とリトル川であり、リトル川は郡庁所在地のスパータの町を抜けている。
アリゲイニー郡は標高が高いために、東部や南部に比べて夏がかなり涼しく、気温が85°F (29 ℃) を超えることは滅多にない。しかし、冬は南部州にあるにしてはかなり寒くなる。日中の最高気温でも10°F (-12 ℃) 台以下である。雪がかなり深くなることがある。

### 郡区
アリゲイニー郡は7つの郡区に分割されている。チェリーレーン、クランベリー、ギャップシビル、グレイドクリーク、パイニークリーク、プラサーズクリーク、ホワイトヘッドの各郡区である。

### 主要高規格道路
| - アメリカ国道21号線 - アメリカ国道221号線 | - ノースカロライナ州道18号線 - ノースカロライナ州道88号線 - ノースカロライナ州道93号線 - ノースカロライナ州道113号線 |

### 隣接する郡
- グレイソン郡 (バージニア州) - 北
- サリー郡 - 東
- ウィルクス郡 - 南
- アッシュ郡 - 西

### 国立保護地域
- ブルーリッジ・パークウェイ（部分）

## 人口動態
以下は2000年国勢調査による人口統計データである。
| 基礎データ - 人口: 10,677人 - 世帯数: 4,593 世帯 - 家族数: 3,169 家族 - 人口密度: 18人/km2（46人/mi2） - 住居数: 6,412軒 - 住居密度: 11軒/km2（27軒/mi2） 人種別人口構成 - 白人: 95.69% - アフリカン・アメリカン: 1.23% - ネイティブ・アメリカン: 0.26% - アジア人: 0.20% - 太平洋諸島系: 0.01% - その他の人種: 1.75% - 混血: 0.86% - ヒスパニック・ラテン系: 4.96% 年齢別人口構成 - 18歳未満: 19.4% - 18-24歳: 7.4% - 25-44歳: 26.3% - 45-64歳: 27.7% - 65歳以上: 19.2% - 年齢の中央値: 43歳 - 性比（女性100人あたり男性の人口） - 総人口: 97.1 - 18歳以上: 95.5 | 世帯と家族（対世帯数） - 18歳未満の子供がいる: 24.8% - 結婚・同居している夫婦: 58.3% - 未婚・離婚・死別女性が世帯主: 7.5% - 非家族世帯: 31.0% - 単身世帯: 27.8% - 65歳以上の老人1人暮らし: 14.0% - 平均構成人数 - 世帯: 2.28人 - 家族: 2.75人 収入と家計 - 収入の中央値 - 世帯: 29,244米ドル - 家族: 38,473米ドル - 性別 - 男性: 25,462米ドル - 女性: 18,851米ドル - 人口1人あたり収入: 17,691米ドル - 貧困線以下 - 対人口: 17.2% - 対家族数: 11.3% - 18歳未満: 20.8% - 65歳以上: 25.0% |

## 都市と町

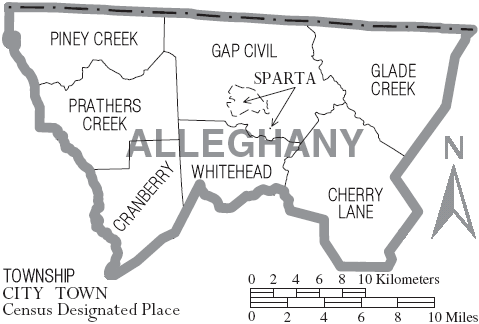
アリゲイニー郡の自治体と郡区

- スパータ - 郡庁所在地

## 著名な出身者
- ザック・ガリフィアナキス（1969年-）、コメディアン、俳優、スパータ近くの農場に住み、農園生活とニューヨーク市での仕事を使い分けている